# Шинкаренко Олександр Олександрович
Олекса́ндр Олекса́ндрович Шинкаре́нко (1991—2022) — солдат Збройних Сил України, учасник російсько-української війни, що загинув у ході російського вторгнення в Україну в 2022 році.

## Життєпис
Олександр Шинкаренко народився 24 жовтня 1991 року на Полтавщині.
З початком повномасштабного російського вторгнення в Україну був мобілізований та перебував на передовій у складі 81-ї окремої аеромобільної бригади десантно-штурмових військ ЗСУ. Олександр Шинкаренко обіймав військову посаду бойового медика 2-го десантно-штурмового взводу в/ч А1493. Загинув під час масованого обстрілу села Малинівки поблизу міста Гуляйполя Запорізької області 6 травня 2022 року.
Чин прощання із Олександром Шинкаренком та загиблими співслуживцями старшим солдатом Євгенієм Горенком, солдатами Юрій Гапулою, Сергієм Коротченком, Микитою Луговим та Дмитром Рябичем, а також старшим солдатом Євгеном Цукановим й солдатом Олександром Дерієм відбувся 10 травня 2022 року біля Свято-Успенського кафедрального собору Полтави. Поховали загиблого 10 травня 2022 року на Затуринському кладовищі Полтави.
20 січня 2023 року з нагоди Дня Соборності України начальник Полтавської ОВА Дмитро Лунін, народний депутат України Олексій Устенко та перший заступник голови Полтавської обласної ради Олександр Лемешко у Полтавській обласній філармонії вручили ордени «За мужність» родинам полеглих воїнів Олександра Шинкаренка, Микити Лугового, Євгенія Горенка, Сергія Модіна, Максима Фесенка, Олександра Новака та Назарія Діброви.

## Нагороди
- Орден «За мужність» III ступеня (2022, посмертно) — за особисту мужність і самовіддані дії, виявлені у захисті державного суверенітету та територіальної цілісності України, вірність військовій присязі[7].